# جايسون ستانلي
جايسون ستانلي (بالإنجليزية: Jason Stanley) هو فيلسوف أمريكي، ولد في 12 أكتوبر 1969 في سيراكيوز في الولايات المتحدة.